# Chrysopa alethes
Chrysopa alethes är en insektsart som beskrevs av Banks 1940. Chrysopa alethes ingår i släktet Chrysopa och familjen guldögonsländor. Inga underarter finns listade i Catalogue of Life.